# 月灣

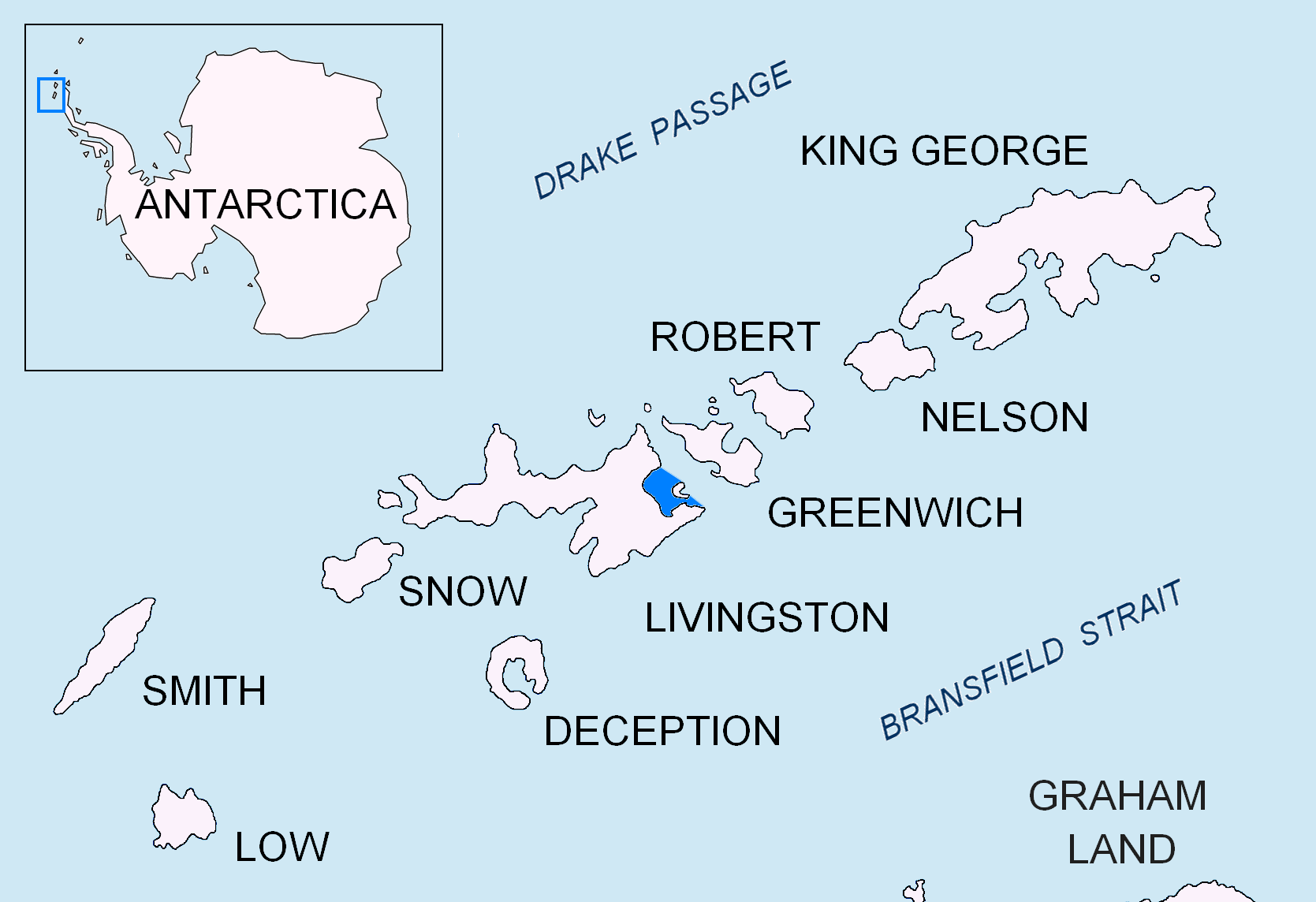
顯示區域為月灣的位置。

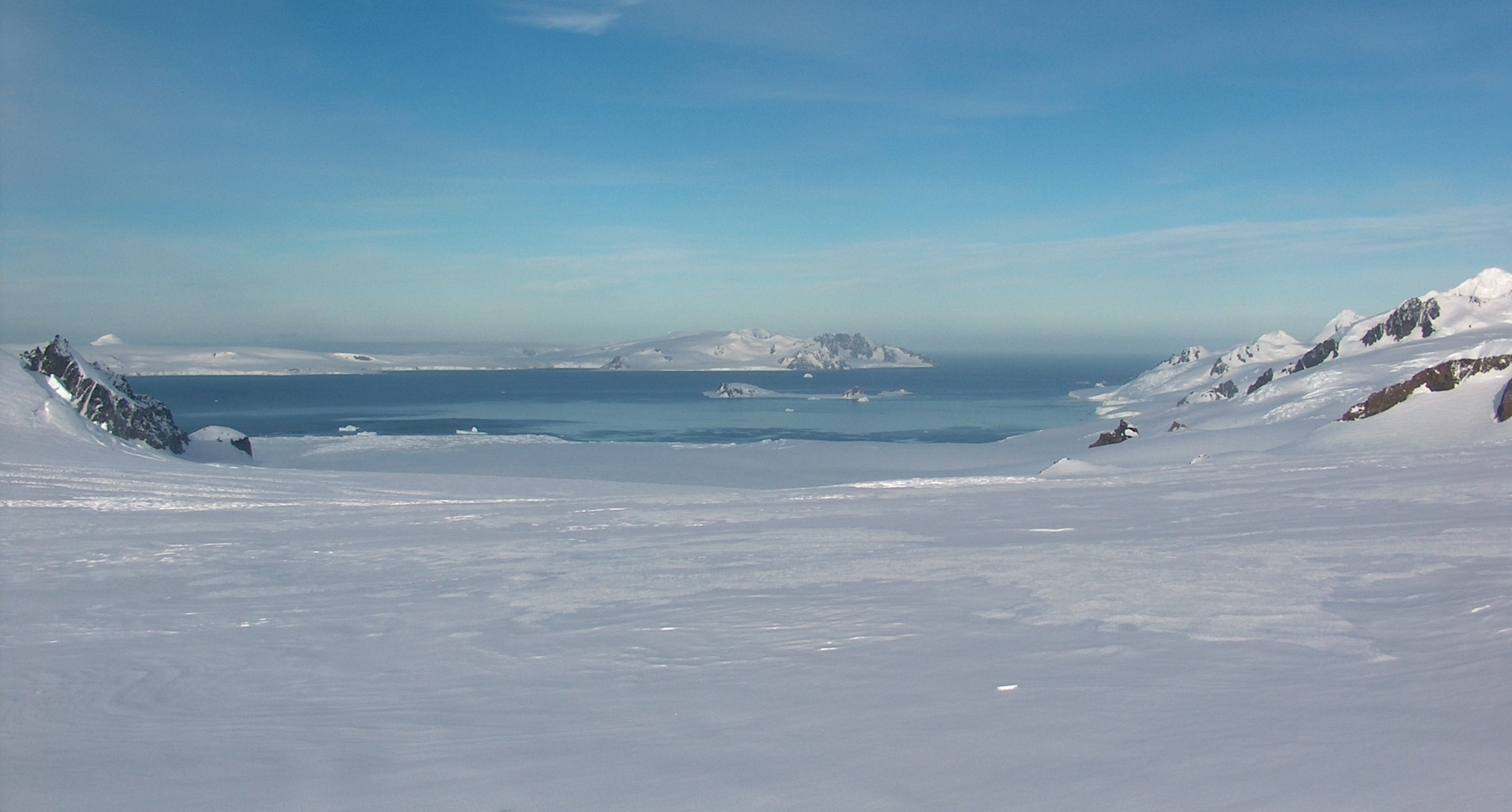
從休倫冰川望去月灣和麥克法蘭海峽，位置在利文斯頓島東面。遠方則是半月島和格林尼治島。

月灣（英語：Moon Bay）是南極洲的海灣，位於南設得蘭群島的利文斯頓島東面，長8.8公里，最寬處13.5公里，在1821年被英國和美國的航海家發現，半月島處於該海灣。

## 外部連結
- SCAR Composite Gazetteer of Antarctica（页面存档备份，存于）

62°35′S 60°00′W / 62.583°S 60.000°W